# Diga di Innerferrera
La diga di Innerferrera è una diga a gravità situata in Svizzera, nel canton Grigioni, nei pressi di Innerferrera.

## Descrizione
Ha un'altezza di 28 metri e il coronamento è lungo 61 metri. Il volume della diga è di 14.500 metri cubi.
Il lago creato dallo sbarramento, ha un volume massimo di 0,23 milioni di metri cubi, una lunghezza di 800 metri e un'altitudine massima di 1443 m s.l.m. Lo sfioratore ha una capacità di 300 metri cubi al secondo.
Le acque del lago vengono sfruttate dall'azienda Kraftwerke Hinterrhein AG di Thusis.